# Castelcies
Castelcies è una frazione del comune di Cavaso del Tomba, in provincia di Treviso.

## Geografia fisica
La borgatella sorge sulle colline del versante sud della Val Cavasia, al confine con Monfumo.

## Storia
Castelcies ha una storia antichissima e potrebbe aver avuto origine nell'età del bronzo. All'età del ferro appartengono reperti quali frammenti ceramici decorati e resti di ollette. Mancano i segni evidenti di un vero e proprio insediamento, ma ciò non è da escludere visti i rinvenimenti di frammenti di intonaco e resti ferrosi.
Nella chiesa di San Martino è conservato quello che è ritenuto il più antico documento scritto della provincia di Treviso: è un piccolo blocco di pietra del luogo su cui sono incise da una parte una scritta in latino e dall'altra in retico.(IV secolo a.C.). Tra gli altri reperti del periodo, una fibula in bronzo di tipo Nauheim: probabilmente di fabbricazione ispanica, era usata dalle milizie romane, a testimonianza della romanizzazione della zona (o, per lo meno, di scambi commerciali).
Di epoca romana sono sicuramente il cippo dedicato Publio Calpurnio Saturnino (I secolo a.C.), anche questo conservato nella chiesa, parte di un sepolcreto. Si aggiungono poi la lapide di Arunnia Nigella, oggi murata sulla parete meridionale del Museo di Asolo, monete e frammenti di ceramica. Reperti più tardi indicherebbero la presenza di costruzioni tardo-romane e alto-medievali, queste ultime, pare, con funzione abitativa.
Sulla base di ciò si è ipotizzato che anticamente Castelcies potesse rappresentare un vicus posto ai margini del territorio di Asolo.
Nel medioevo mantenne una certa autonomia come regola legata alla pieve di Cavaso. La presenza del castello dei Maltraversi, più tardi passato ai da Castelli, la fece inoltre una località strategica dal punto di vista militare.
Le vicende del paese sono segnate anche dal terribile terremoto di Santa Costanza, avvenuto il 25 febbraio 1695: solo nel primo giorno dopo il sisma vi si contarono 28 morti.
Altre distruzioni furono quelle subite durante la Grande Guerra.

## Monumenti e luoghi d'interesse

### Chiesa di San Martino
Stando ad un'epigrafe del 1789, andata perduta, il piccolo edificio sarebbe originario del 1168. Se questa notizia fosse veritiera, si tratterebbe certamente di una riedificazione come provano le evidenze archeologiche. Più probabilmente, la fondazione è da collocare in età longobarda se non gotica. Assunse le forme attuali nel XVI secolo, quando fu affrescata da Marco da Mel.
Citata in una bolla papale del 2 marzo 1231, era allora proprietà dei Collalto, mentre dal punto di vista religioso era amministrata dall'abbazia di Nervesa. Pur non essendo mai stata sede di pieve o parrocchia, rappresentò per secoli il luogo di culto di riferimento della popolazione locale.

### Resti del castello
I ruderi, che si trovano nei pressi della chiesetta di San Martino, sono stati portati alla luce da una campagna di scavi condotta dall'Università di Padova tra il 1991 e il 1992. Si tratta della parte più elevata del complesso, costituita da una cinta muraria a base quadrangolare con una torre interna.
Secondo una tradizione, il castello di Castelcies fu innalzato nell'XI secolo da Gherardo Maltraversi, membro di una famiglia feudale che controllava anche i fortilizi di Fonte e Pagnano. Ebbe una certa importanza nel 1153-1154, quando fu coinvolto nelle lotte che opposero i comuni di Treviso e Conegliano. Allora era in parte dei Maltraversi e in parte di Sofia di Colfosco, appartenenti al partito filo-coneglianese. Fu quindi occupato da Ansedisio Guidotti, comandante dell'esercito trevigiano, scacciato poi dal suo alleato, il conte Manfredo di Collalto, che non vedeva di buon occhio le sue mire. Tornò più tardi sotto Ansedisio che questa volta si preoccupò di rimuovere il presidio militare di Sofia di Colfosco. Dal Duecento risulta dei da Castelli, ma a partire dal 1283 non se ne ha più notizia.
Come è evidente, è dal castello (anticamente detto Castrum Caesum) che prende il nome il paese.